# Guillermo Andrés López
Guillermo Andrés López más conocido como "Guille Andrés", (Játiva, España, 13 de octubre de 1992) es un futbolista español que juega como delantero.

## Trayectoria
Guille Andrés es un delantero formado en la escuela Plus de Xátiva y en el Villarreal C.F. (Juvenil Liga Nacional y Juvenil División de Honor), donde destacaría en esa etapa y que durante dos temporadas militó en el equipo sub-21 del Wigan Athletic inglés (con una temporada, la 11/12, en el Olimpic de Xátiva, en Segunda B).
Después de su experiencia en Inglaterra, firmó por el Valladolid B.
En las filas del filial pucelano jugó 21 partidos y marcó 9 goles, llegando a debutar con el primer equipo. Tras su paso por el conjunto pucelano, recaló en el Celta B y la temporada 2016-17 la comenzó en el FC Senika de Eslovaquia.
En enero del 2017 firma por el filial del RCD Espanyol, hasta el final de la temporada.
El 28 de julio de 2018 ficha por Unionistas de Salamanca

## Clubes
| Club                  | País       | Temporada  | Categoría               | Partidos | Goles |
| --------------------- | ---------- | ---------- | ----------------------- | -------- | ----- |
| Villarreal C          | España     | 2011       | Tercera División        | 4        | 0     |
| Olímpic de Xàtiva     | España     | 2011-2012  | Segunda División B      | 16       | 2     |
| Wigan Athletic sub-21 | Inglaterra | 2012-2014  |                         |          |       |
| Real Valladolid B     | España     | 2014-2015  | Segunda División B      | 21       | 9     |
| Real Valladolid       | España     | 2015       | Segunda División        | 6        | 0     |
| Celta de Vigo B       | España     | 2015-2016  | Segunda División B      | 25       | 4     |
| FK Senica             | Eslovaquia | 2016       | Superliga de Eslovaquia | 10       | 2     |
| Espanyol B            | España     | 2017       | Segunda División B      |          |       |
| Peña Deportiva        | España     | 2017       | Segunda División B      |          |       |
| Unionistas CF         | España     | 2018-2020  | Segunda División B      |          |       |
| AD Mérida             | España     | 2020- 2021 | Segunda División B      |          |       |